# کاریهوآیرازو
کاریهوآیرازو (به اسپانیایی: Volcán Carihuairazo) یک کوه و آتشفشان چینه‌ای در اکوادور است که در اکوادور واقع شده‌است. کاریهوآیرازو ۵٬۰۱۸ متر بالاتر از سطح دریا واقع شده‌است.